# Ko Korsten
Jacobus Gerardus „Ko” Korsten (ur. 2 maja 1895 w Amsterdamie, zm. 3 października 1981 w Heemstede) – holenderski pływak, uczestnik Letnich Igrzysk 1920 w Antwerpii.
Podczas igrzysk olimpijskich w 1920 roku wystartował na 100 metrów stylem dowolnym, lecz odpadł w półfinaleh.